# Ceux de 14 (série télévisée)
Ceux de 14 est une mini série télévisée française réalisée par Olivier Schatzky et diffusée sur France 3 en 2014. Il s'agit de l'adaptation de l'œuvre de Maurice Genevoix, Ceux de 14, qui raconte son expérience de sous-lieutenant pendant la Première Guerre mondiale et la vie d'un groupe de poilus sur le front entre 1914 et 1915. Cette série télévisée a été réalisée à l'occasion du centenaire du déclenchement de la Première Guerre mondiale.

## Synopsis
En août 1914, la guerre est déclarée entre la France et l'Allemagne. Maurice Genevoix, jeune normalien, est nommé au 106e régiment d'infanterie. Les jeunes soldats partent "fleur au fusil" pensant que cette guerre sera de courte durée. Mais ils vont bientôt connaitre l'enfer des tranchées et des combats terriblement meurtriers.

## Fiche technique
- Réalisateur : Olivier Schatzky
- Scénario : Olivier Schatzky et Didier Dolna d'après Ceux de 14 de Maurice Genevoix
- Producteur : Jean-Luc Michaux
- Producteur exécutif : Annick Ouvrard
- Sociétés de production : Native, France télévisions, avec la participation de la Mission du Centenaire de la Première Guerre Mondiale
- Musique : Alexandre Delilez
- Photographie : Bruno Privat
- Montage : Aurique Delannoy
- Son : Frédéric Ullmann
- Décors : Régis Nicolino
- Costumes : Pascaline Suty
- Lieu de tournage : en Lorraine, à Thierville-sur-Meuse près de Verdun [1]
- Pays :  France
- Durée : 6x52 min.
- Date de diffusion : 
  - 28 octobre 2014 (épisodes 1 à 3)
  - 4 novembre 2014 (épisodes 4 à 6)

## Distribution
- Théo Frilet : Maurice Genevoix
- Johan Libéreau : Pannechon
- Michaël Abiteboul : Souesmes
- Michaël Cohen : Dast
- Côme Levin : Quelo
- Satya Dusaugey : Martin
- Alexandre Carrière : Biloray
- Félicien Juttner : Robert Porchon
- Benoît Tachoires : Cerfeuil
- Manuel Le Lièvre : Percepied
- Romain Vissol : Vasseur
- Anto Mela : Caletta
- Jean-Pierre Lorit : Rives
- Marie-Ange Casta : Yvonne
- Romain Lancry : Gonin
- Esther Comar : Idalie
- Jean-Philippe Lafont : Tchadek
- Patrick Raynal : Le général
- Patrick Préjean : Colonel Deladerrière
- Léa Wiazemsky : Estelle

## Épisodes
1. Allons enfants
2. Nous n'en reviendrons pas
3. Les Soldats bleus
4. Les Éparges
5. La Mort de près
6. La Dernière Attaque

## Audiences
La série a été un échec en termes d'audience, la première diffusion ne rassemblant que 4,1 % de l'audience avec 1 million de téléspectateurs. La diffusion des 3 derniers épisodes fut du même ressort avec 5,1 % (1,36 million), 4,4 % (1,05 million) et 6,2 % (1,03 million) de téléspectateurs.